# 福島県道287号上川内川前線

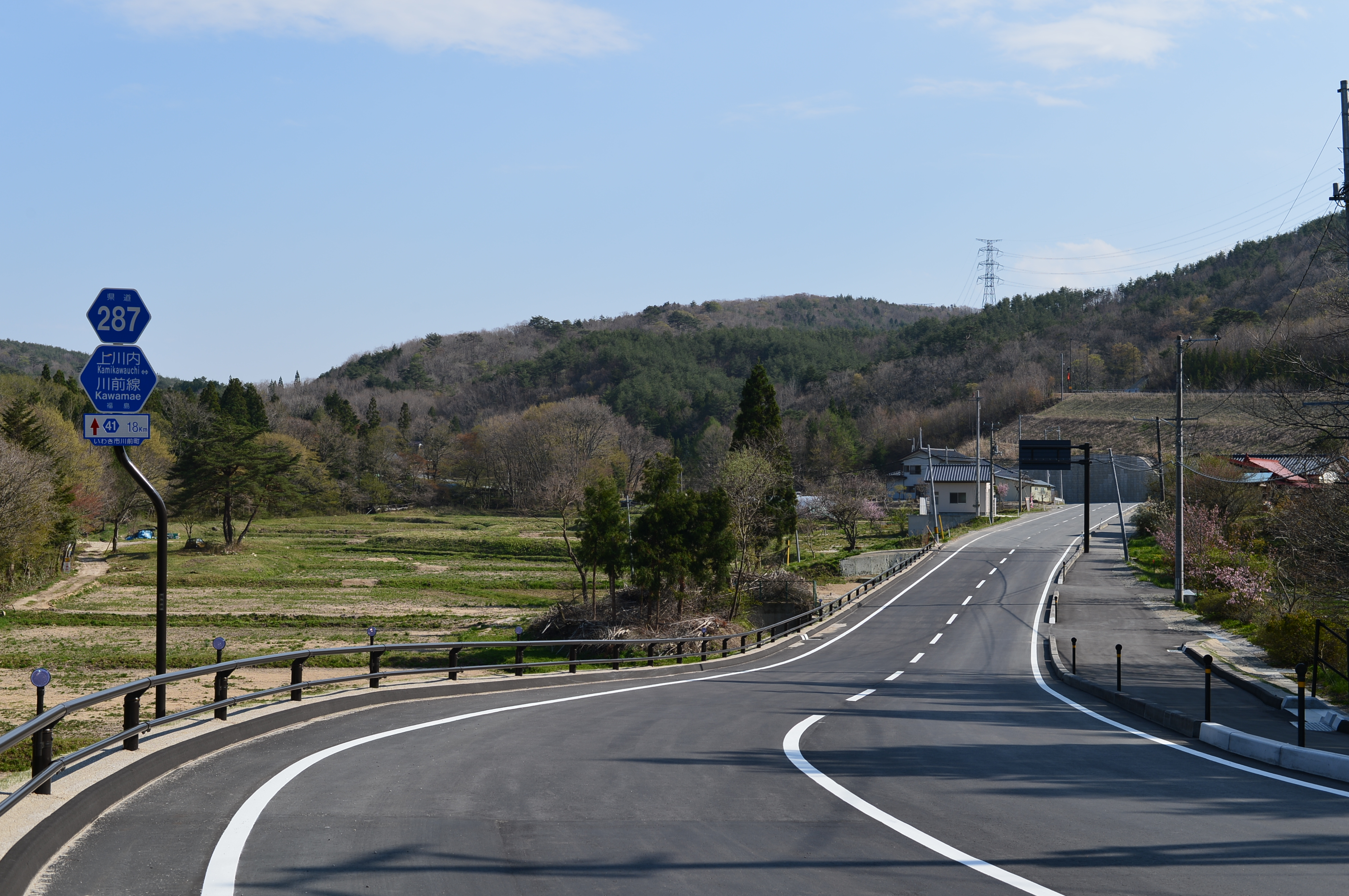
福島県道287号上川内川前線
いわき市川前町下桶売字荻 県道36号小野富岡線分岐付近（2015年4月）

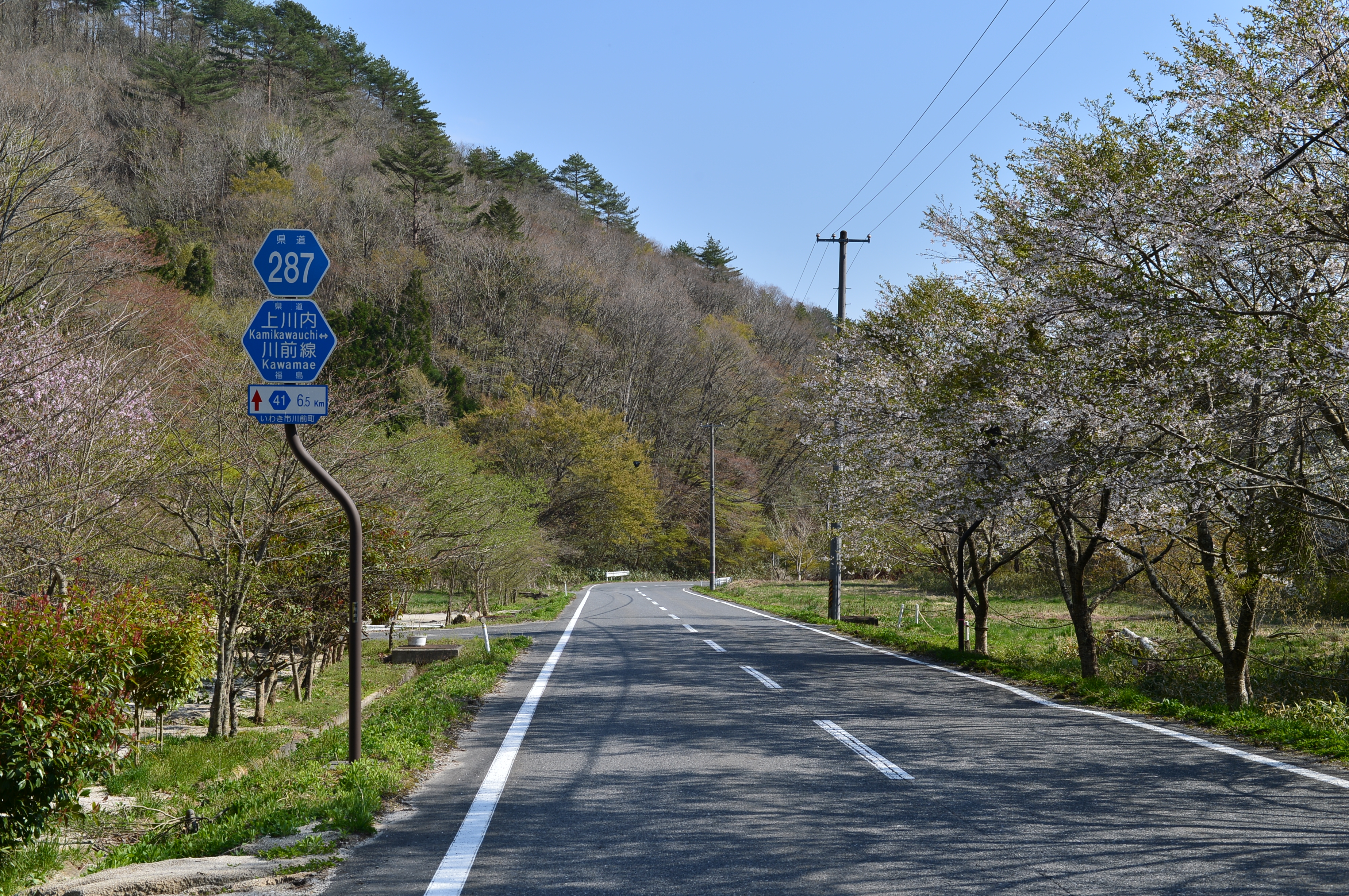
いわき市川前町下桶売（2015年4月）

福島県道287号上川内川前線（ふくしまけんどう287ごう かみかわうちかわまえせん）は、福島県双葉郡川内村からいわき市川前町に至る一般県道である。川内村内は全線福島県道36号小野富岡線に重複している。

## 路線概要
- 起点：双葉郡川内村字上川内字町分
- 終点：いわき市川前町川前字竹島
- 総延長：20.269km[1]
  - 実延長：12.341km
- 路線認定年月日：1973年3月23日[2]

### 重用区間
- 福島県道36号小野富岡線（双葉郡川内村字上川内字町分 - いわき市川前町下桶売字荻）

### 異常気象時通行規制区間
- いわき市川前町下桶売 - 同市川前町川前（延長3.6km）：落石崩壊の危険のため連続雨量120mmにて通行止め[3]。

### 道路施設
志田名橋
- 全長：13.6m
- 幅員：7.8m
- 竣工：1970年[4]

いわき市川前町下桶売にて二級水系夏井川水系鹿又川を渡る。
高部橋
- 全長：23.0m
- 幅員：7.3m
- 竣工：1971年[4]

いわき市川前町下桶売にて二級水系夏井川水系鹿又川を渡る。

## 地理

### 通過する自治体
- 福島県
  - 双葉郡川内村 - いわき市

### 交差する道路
- 川内村内
  - 国道399号（福島県道36号小野富岡線 富岡方面重用区間）（上川内字町分 ）
- いわき市内
  - 福島県道36号小野富岡線 小野方面（川前町下桶売字荻）
  - 福島県道41号小野四倉線（川前町川前字竹島 終点）

### 沿線
- 小白井川
- 鹿又川